# Спаси София
„Спаси София“ е регионална политическа партия в България, която развива своята дейност на територията на Столична община. Тя е основана през 2015 г. като неправителствена организация, а през 2023 г. става партия. Председател на партията е Борис Бонев.
"Спаси София" е политически представена в Столичния общински съвет с 8 общински съветника, които до 22 април 2025 г. са част от коалицията "Продължаваме промяната - Демократична България (Спаси София)", издигнала за кмет Васил Терзиев, който печели местни избори 2023 г. в София на втори тур.

## История
„Спаси София“ е основана в началото на 2015 г. като неправителствена организация от Андрей Зографски, Борис Бонев, Гергин Борисов и Христо Илиев. Възниква като инициатива, определена от създателите си като естествено продължение на каузата на Бонев и Борисов от 2009 г. „Спаси метрото“. Те се фокусират върху разрешаването на проблемите на Столична община.
През 2019 г. организацията взима участие в местните избори, като Борис Бонев е издигнат като независим кандидат за кмет и общински съветник, а Гергин Борисов – като независим кандидат за общинския съвет. Бонев завършва кметската надпревара печелейки близо 11% от гласовете, но с убедителна преднина в избора за Общинския съвет, където става общинският съветник с най-висока персонална електорална подкрепа.
В средата на януари 2023 г. „Спаси София“ е учредена като политическа партия на регионално ниво, която си поставя за цел участие на местните избори през същата година. На учредителното събрание председателят на организацията Борис Бонев заявява, че ще работи за победа на местните избори и че организира фронт срещу ГЕРБ, като започва преговори с „Продължаваме промяната“ и „Демократична България“. На 27 юни същата година трите партии създават местна коалиция "Обединени за София" и издигат кандидатурата на предприемача Васил Терзиев за кмет на Столична община. Председателят на Спаси София Борис Бонев повежда листата с кандидати за общински съветници в Столичен общински съвет.

## Неправителствена организация „Спаси София“
Към екипът „Спаси метрото“ се присъединяват Андрей Зографски и Христо Илиев и на 2 февруари 2015 г. е създава Фейсбук страницата “Спаси София”, както и уеб страница за новата организация. Организацията обявява своите два основни приоритета:
1. Качествена градска среда - пресичане на лошото качество на обществените ремонти
2. Подобрение на градския транспорт - BUS ленти, ускорени трамвайни трасета, билети за време, нощен градски транспорт

За постигане на целите си, организацията прилага вече успешният модел, разработен от “Спаси метрото” -  да използва силата на социалните мрежи, за да разпространява информация и да изобличава недобросъвестните действия на институциите.

### Каузи на "Спаси София"

#### „Трамвай Безумие“
Първият голям ремонт, чиито проблеми и ниско качество “Спаси София” популяризира е на трамвайното трасе по бул. България, ремонтирано с европейски средства. Снимките, показващи вече дефектирали или неадекватни строително-ремонтни работи предизвикват медийния интерес към организацията, която го използва, за да изиска от общинските власти корекции по трасето, както и да сезира Европейска служба за борба с измамите (OLAF) и Европейската комисия, зам.-председател на която тогава е Кристалина Георгиева с ресор бюджет и човешки ресурси, която заявява в социалната мрежа Twitter, че е “безкомпромисна към ниското качество”.
На 12 март  г.[ неясно? ] в изказване пред Столичния общински съвет, кметът Йорданка Фандъкова признава, че е направила констатация, че фирмата-изпълнител не работи на нужното качество, като забавянето в ремонта е причинено от „отстраняването на дефектите”.

#### Черен списък за некачествено работещи фирми
В същото си изказване пред СОС, кметът Фандъкова заявява, че „за съжаление Законът за обществените поръчки не допуска фирма да не бъде допускана поради причина, че кметът не е е доволен от работата ѝ и затова ще кажа за съжаление, тази фирма е спечелила вече и друг един конкурс”. Това изказване става аргументацията на „Спаси София” да изисква създаването на „Черен списък” - механизъм в Закона за обществените поръчки, който да позволява на възложителите да отстраняват или да не допускат фирми с констатирано незадоволително качество на изпълнение на предходни обществени поръчки.
В периода 2015 – 2020 г. организацията многократно изтъква, че кметът на София е не само членка, но и зам.-председател на управляващата партия ГЕРБ с министър-председател - Бойко Борисов, и тя е способна да предложи и успешно въведе нужните законодателни промени. Въпреки това и въпреки десетките нискокачествени ремонти на обекти, публикувани и дискутирани в медиите от “Спаси София”, промени в законодателството не са предлагани - нито от ГЕРБ, нито от другите парламентарно представени партии.

#### Ремонт на ремонта
„Спаси София” назовава реакцията на Столичната община на документирането на некачествените ремонти „Ремонт на ремонта”, поради установената практика от страна на общинските власти при осветен от „Спаси София” дефект на пътен ремонт да обявяват, че той ще бъде отстранен. За дефекти или констатирани проблеми по обектите, които „Спаси София” следи в процеса на тяхното строителство, Столичната община отказва да поеме отговорност, като посочваният довод често е „обектът още не е завършен”.

#### Повече автобусни ленти в София
Една от първите каузи на организацията е качественото подобрение на услугата на градския транспорт. Към 2015 г. София е една от Европейските столици с най-ниска средна скорост на градския транспорт и с едва три булеварда с частично разработени (не по цялата им дължина) и систематично неспазвани бус ленти с обща дължина от 8 км.
Нормите за обособяване на нови автобусни ленти са част от Наредба за планиране и проектиране на комуникационно-транспортната система на урбанизираните територии на Министерството на регионалното развитие и благоустройството - нормативен текст, с който Столичната община оправдава неспособността си да създава нови BUS ленти в града, т.к. изискванията за тях са сериозно завишени.
За да е максимална ползата от преразглеждането и обновяването на нормативната рамка, „Спаси София” обединява усилия с организацията „Велоеволюция” - занимаваща се с проблемите на колоездачите, и съвместно с експерти на министерството разработват изцяло нов текст на Наредбата, в който се залагат редица добри практики от нормативните уредби на други европейски страни. Наредбата е обнародвана в Държавен вестник на 20 декември 2017 г.
С влизането на промените в Наредбата в сила, благодарение на измененията са обособени множество нови бус ленти в София:
- бул. България
- бул. Васил Левски
- бул. Александър Малинов
- бул. Сливница
- бул. Евлоги и Христо Георгиеви
- бул. Гоце Делчев
- бул. Св. Климент Охридски

Нововъведенията в същата Наредба правят възможни т.нар. „обособени трамвайни трасета”, които се отделят от автомобилните ленти с типови бетонни елементи с две полусферични неравности, създаващи преодолима при нужда, но неприятна за престрояване бариера между автомобилните ленти и трамвайното платно.
Благодарение на тези текстове и на изменение в Закона за движение по пътищата, става възможно изграждането на първото споделено автобусно и трамвайно трасе в София – по бул. Константин Величков.
От 11 юни 2019 г. 40 камери, които да осъществяват автоматичен контрол по спазването на BUS лентите започват работа. Камерите са инсталирани по настояване на „Спаси София” и след съвместни дискусии със СДВР и Столична община.

#### „Спаси шестицата“
В началото на 2016 г. Столичната община предприема мерки по изпълнение на решение на Столичния общински съвет за закриване на трамвайното трасе от пл. Петте кьошета през тунела под НДК до кв. Лозенец. “Спаси София” реагира на това с организиране на подписка и протест в кв. Лозенец в защита на трамвайното трасе. Организацията сезира и Европейската комисия и мрежата EUROCITIES.
Причината Столичната община да обмисля закриване на трамвайното трасе е необходимостта от премахване на неотоварящата на нормативите за отстояние от сградите временна трамвайна линия по южното локално платно на бул. Ген. Скобелев между пл. Петте кьошета и пл. баба Неделя, както и искането на Столичната община да осигури автомобилен достъп до сградата на бившето Военно НДК, в което в края на 2015 г. се премества Софийския районен съд.
Общински съветници от управляващата партия ГЕРБ разпространяват позиция, че трамвайното трасе не се закрива, а се променя маршрутът на трамвайна линия №6. Медийният скандал между “Спаси София” и управляващите продължава няколко дена, като кулминацията му е интервю за БНР на Гергин Борисов, в което той обявява председателя на Общинския съвет - Елен Герджиков за “лъжец”. На заседание на транспортната комисия към Общинския съвет, екипът на “Спаси София” предава на общинските съветници събрани 4303 подписа от жители на кв. Лозенец и апелира да не се закрива трамвайното трасе.
Първият протест за запазване на трасето се провежда на 6 февруари 2016 г. След него трамвайното движение все пак е спряно, но действия към разрушаването му на не се предприемат. Вместо това Йорданка Фандъкова възлага изработката на “Комплексно транспортно проучване за решаване на проблемите на транспорта в югозападната част на големия център на гр. София” на “Транспро” ЕООД, което бива окончателно подложено на обществено обсъждане в края на 2017 г.
В процеса на обсъжданията, “Спаси София” предлага собствен вариант за решение на проблема, който запазва трамвайното трасе в тунела и осигурява връзка с МС “Национален дворец на културата”. Вариантът на “Спаси София” предвижда да се направи ново трамвайно трасе от бул. Христо Ботев, непосредствено преди пл. Петте кьошета по бул. Патриарх Евтимий до бул. Витоша. Макар подобреният достъп до общата за М2 и М3 касова зала на метростанция “Национален дворец на културата” и ниската проектна себестойност на предложението, то не бе избрано, за сметка на скъпоструваща конструктивна намеса в съществуващия тунел под НДК, предвиждаща изграждането на нова подземна спирка на пл. баба Неделя и рампа, извеждаща трамваите от тунела  на бул. Витоша.
След приемането на проучването, действия по изпълнение на предвижданията му не последват. Междувременно, на 12 юли 2018 г. Общинският съвет взема решение трамвайното трасе от бул. Черни връх до обръщача при басейна “Спартак” да бъде демонтирано и да се построи тролейбусно трасе, заместващо трамвайното.

#### Билети за време за градския транспорт
Една от основните мерки за подобрение на услугата на градския транспорт, за която “Спаси София” работи от самото начало на съществуването си е въвеждането на билети, позволяващи неограничен брой прекачвания в рамките на определен времеви интервал - 60 и 90 минути.
В началото на 2023 г. окончателно се възприема нова тарифна политика за градския транспорт в Столичната община, част от разработването на която, е екипът на “Спаси София”. С нея се утвърждават билетите за време, както и други предложения на “Спаси София”, като младежка карта за пътници под 26 годишна възраст.
В началото на 2016 г. “Спаси София” внася в Столичната община предложение за частично въвеждане на билет по време, възползвайки се от наличните билетни автомати, монтирани в тролейбусите и трамваите и фактът, че те имат програмируем принтер. Предложението е билетните автомати да позволяват на пътниците да избират между билет от 1 лев за еднократно пътуване и билет, важащ 90 минути, струващ 1,50 лв, на който билетният автомат да отпечатва дата и час на издаване и краен час на валидност.
Центърът за градска мобилност отхвърля предложението на “Спаси София” с аргумента, че възможността този билет да бъде закупен само от билетните автомати в превозните средства дава “необосновани привилегии на онези, които ще закупят почасов (и по-скъп от единичния) билет”. През март 2016 г. транспортната комисия към Общинския съвет приема и разглежда становище от Центъра за градска мобилност, което предлага всички билети за градския транспорт да се увеличат на 1,60 лв. без каквито и да е реформи или допълнения в превозните документи.

#### Нощен градски транспорт
Към 2015 г. София е най-големият град в Европейския съюз без нощен градски транспорт. “Спаси София” припознава липсата на нощен градски транспорт като проблем, който води до свръхзависимост от лични автомобили и таксиметрови услуги, както и като ненужно оскъпяване на транспортните разходи, които работещите на нестандартно работно време и техните работодатели правят.
Организацията разработва подробна концепция, включваща маршрути, разписания, тарифна политика и икономическа обосновка за нощен градски транспорт, включваща шест линии, движещи се на интервали от 30 минути, една линия до Летище София с интервал от 60 минути, обща спирка на пл. Св. Неделя, позволяваща прекачване между всички линии и билет от 2 лв, важащ 90 минути от момента на издаване.
Въпреки ограничените си ресурси, “Спаси София” провежда онлайн допитване за нощните транспортни навици на софиянци. Анкетата се попълва от над 6000 респондента и концепцията се адаптира и обосновава на база получените от това изследване данни.
През лятото на 2017 г. “Спаси София” провежда информационна кампания-подписка, за да запознае повече софиянци с предложението си за нощен градски транспорт. За три месеца в рамките на кампанията си “София не спи”, “Спаси София” успява да събере 31 475 подписа в подкрепа на предложението си, които внася в Столичната община заедно с разработката си на 1 февруари 2018 г. 
В края на 2017 г. Столичната община обявява свое намерение за въвеждане на нощен градски транспорт, което отчасти се базира на разработките на “Спаси София” - 4 линии, 40 минутен интервал, без линия до Летището и обща спирка на пл. Александър I Батенберг. Нощният градски транспорт вече е утвърдена транспортна услуга, част от Софийската транспортна схема.

#### Облекчаване режима за премахване на изоставени автомобили
През 2020 г. екипът на “Спаси София” разработва, предлага и изисква изменения в действащите Наредба за излезлите от употреба на моторни превозни средства и Наредба I-45, които ускоряват и улесняват процедурата по маркиране, отстраняване и депониране на изоставени автомобили.
Преди 2020 г. процедурата по отстраняването на един автомобил е регламентирана да започне не по-рано от две години след последния изтекъл годишен технически преглед, след подаден сигнал, маркиране и изчакване от три месеца за доброволно отстраняване от собственика.
Предложените от “Спаси София” изменения съкращават дефинираните срокове - от две години след последен технически преглед, на три месеца, срокът за доброволно отстраняване от собственика - от три месеца на един и нов текст, който определя за временно спрян от движение всеки автомобил без сключена “Гражданска отговорност”.
“Спаси София” внася предложението си до Министерство на вътрешните работи, Министерство на околната среда и водите, Министерството на транспорта, информационните технологии и съобщенията на 17 септември 2020 г. и е прието и влиза в сила с постановление на Министерски съвет от 08.01.2021 г.

#### Корупционни разследвания

##### Ремонт на ул. Граф Игнатиев
Друг аспект на работата на “Спаси София” са корупционните разследвания. Първото и най-сериозно разследване, довело до оставката, обвинението и делото срещу тогава - зам.-кмет по транспорта на Столична община Евгени Крусев, е това на обществената поръчка за ремонт на Зона II от Централната градска част на София - проект за 13 милиона евро. Проектът включва пълен ремонт на ул. Граф Игнатиев, ул. Шишман и ул. 6-ти септември.
На 17 октомври 2018 г. “Спаси София” публикува свое разследване, показващо, че участник в търга за ремонта е бил отстранен, отчасти заради предложението му да използва материал за виброизолация на релсовия път, който в крайна сметка бива поставен от спечелилата търга “Джи Пи Груп”, което представлява нарушение на Закона за обществените поръчки.
Позовавайки се на сигнала, който “Спаси София” депозира, специализираната прокуратура обвинява Евгени Крусев в престъпление по служба, от което могат да настъпят значителни вредни последици в размер на 5 028 354 лева. В средата на 2022 г. съдът окончателно го оправдава.

##### Надценки в обществените поръчки
През август 2019 г. “Спаси София” разпространява детайли за сериозни надценки в обществената поръчка за ремонт на обекти в Северен парк, вариращи около 200%.
Сходен казус организацията разкрива и през 2022 г., когато проучва обществена поръчка за доставка и монтаж на стълбове и елементи за улично осветление. Поради разпределението на поръчките между различните районни администрации, “Спаси София” установява и публикува разминавания в цените на стълбовете по една и съща улица, действаща като граница между два съседни района, в порядъка на 4 пъти. Надценени са и работните заплати, полагащи се за труд, като за монтажните екипи в същата обществена поръчка, са предвидени часови ставки от 40 лв или 7000 лв месечно.

##### Други казуси
- бул. Дондуков - в процеса на разработване и обсъждане на проекта за ремонт на бул. Дондуков, “Спаси София” настоява за смесен тип настилка (асфалт на автомобилните ленти, павета върху трамваите), трамвайни ограничители, спиркови перони и инфраструктура с повишена пешеходна безопасност;
- Достъпна Витоша - за да се подобри обслужването на туристите и активно спортуващите на територията на Природен парк “Витоша”, “Спаси София”, съвместно с “Велоеволюция” инициира изменение на нормативната уредба, позволяващо монтирането на байк-ракове на автобусите, обслужващи излетните линии до парка. “Спаси София” активно работи по убеждаването на Столичната община в нуждата от закупуването на излетни (туристически) автобуси за обслужването на излетните линии, вместо;
- Спирка Г. М. Димитров - тригодишна кампания за убеждаване на Столична община и ЦГМ в нуждата от монтиране на спирков навес на спирка до метростанция Г. М. Димитров;
- бул. Патриарх Евтимий - проект за реорганизация на движението по бул. Патриарх Евтимий, целяща осигуряване на безопасни вело ленти, BUS лента и две свободни за автомобилно движение ленти.

### Противоречиви моменти

#### Дела за клевета
В следствие на медийния шум около ремонта на ул. Граф Игнатиев, на 18 декември 2018 г. собственикът на “Джи Пи Груп” АД Владимир Житенски завежда в Софийски районен съд идентични по съдържание тъжби срещу съоснователите на Спаси София Андрей Зографски и Гергин Борисов за “уронване на престижа и клевета” с искане за обезщетение в размер на 50 000 лв. от всеки един от двамата.
Като причина да заведе делата, Житенски посочва медийните участия на Зографски и Борисов, окачествяващи ремонта на ул. Граф Игнатиев като некачествен, както и публикации на “Спаси София”. И двете дела са оттеглени в средата на 2019 г., като Житенски е осъден да покрие съдебните разноски.

#### Спор за търговска марка “Спаси София”
На 6 април 2017 г. Константин Граматиков регистрира в Патентното ведомство търговска марка “Спаси София”. На 29 януари 2018 г. фондация "Спаси България" на свой ред внася искане за регистриране на същата марка и атакува регистрирането ѝ на името на Граматиков. Посочените в оспорването аргументи са, че наименованието се ползва и е разпознаваемо в публичното пространство от години от градското движение, като неговите представители са собственици, както на профилите му в социалните мрежи, така и на уеб домейн със същото име.
Възползвайки се от продължаващия спор около търговската марка, на 28 януари 2017 г. в Търговския регистър е регистрирана Фондация “Спаси София” от името на Даниел Капсъзов, свързан с търговски обекти по ул. Съборна в София, подели кампания срещу инициатива на “Спаси София” ул. Съборна да се преработи в пешеходна. Говорители на новорегистрирания двойник са се възползвали от възможността да оспорват “автентичността” на “Спаси София” и да я представят като “узурпатор” на името, но с изпадането на казуса с ул. Съборна от медиите, публичните изяви на Фондация “Спаси София” приключват.

## Местни избори 2019 година
През май 2019 г. “Спаси София” обявява, че ще се включи в местните избори през 2019 г. с Борис Бонев като независим кандидат за кмет. Организацията представя Бонев и предизборната си платформа - “План за София”. С ранен старт на предизборната си кампания, екипът ѝ прекарва следващата половин година в активни срещи със софиянци на над 300 локации в целия град, за да компенсира ограниченият си достъп до традиционните медии, обикновено доминирани от политическите партии. В кампанията си “Спаси София” залага на послание за независимост и автентичност като градско движение, търсещо реализация на подкрепяните от него политики.
Поради спецификата на Изборния кодекс, поставяща изрично изискване единствено политически партии да могат да регистрират листи от кандидати дори за местни избори, “Спаси София” участва в надпреварата за Столичния общински съвет с независими кандидати за общински съветници - отново Борис Бонев и Гергин Борисов.
На изборите на 27 октомври 2019 г., Борис Бонев завършва четвърти в надпревата за кмет на Столичната община с 47 936 гласа или 10,77%, а като кандидат за общински съветник - 42 759. Гергин Борисов събира 6 343 гласа, с което остава под прага и не бива избран като общински съветник.
В общинския съвет Бонев се позиционира като опозиция на управляващото мнозинство ГЕРБ и Патриоти за София (Атака, ВМРО).

### План за София и предизборна кампания
“План за София” е предизборната платформа на “Спаси София” за местните избори през 2019 г., описана от авторите си като “подробно предложение, съдържащо поредица от ясни и последователни стъпки за дългосрочно развитие на София и подобряване качеството на живота.” Организацията твърди, че тя е най-подробната предизборна програма в историята на града. Печатната ѝ версия, публикувана като книга съдържа над 300 страни и близо 500 мерки, разделени в 15 теми, отразяващи всички ресори на общинската власт.
В хода на кампанията “Спаси София” води опознавателни преговори с “Демократична България” за общо явяване на изборите, но до взаимноприемлив формат не се достига. На пресконференция на 28 октомври 2019 г. лидерът на “Демократична България” - Христо Иванов, заявява, че причината за неуспешните преговори е “несъвместимост в подходите”.

### Критики
След оповестяването на неуспеха на преговорите с “Демократична България”, самостоятелното явяване на Бонев, често е оприличавано на “разделяне на десния вот”. Друга критика към избора на “Спаси София” да се яви самостоятелно е, че с общо 49 102 гласа, явявайки се с листа, организацията е била способна да реализира много повече мандати, правейки мнозинството на ГЕРБ и “Патриоти за София” невъзможно.

### Борис Бонев - независим общински съветник от "Спаси София"
С полагането на клетвата си като общински съветник, Борис Бонев става известен като “съветникът на “Спаси София””. Бива избран за член на постоянните комисии по транспорт и пътна безопасност, устройство на територията, архитектура и жилищна политика и анти-корупционната комисия.
Бонев се очертава като активен общински съветник - само в първата година от мандата внася 19 доклада, 32 становища по разглеждани от СОС теми, 27 искания за информация, 35 питания до кмета и 240 сигнала за нередности. Участва в 7 работни групи за изработка на нови общински нормативни документи, както и в работната група за дейността на СОС, където заедно с “Демократична България” играе ключова роля в разработването на стандартите за дигиталния документооборот - мярка, оказала се ключова с настъпването на пандемията от Ковид-19.
Всички предложения и доклади, на които Бонев е (съ)вносител се базират на мерки от “План за София”.

## Регистрация като политическа партия
С наближаването на местните избори през есента на 2023 г. организацията предприема мерки да гарантира пълноценното си участие във вота и обявява учредяването на собствена политическа партия. Учредена на 15 януари 2023 г., партията се обявява за “създадена по необходимост” и потвърждава, че неин пръв приоритет са местните избори и конкретно - София, но друга нейна цел е да идентифицира и подпомага градски движения, споделящи идеите на “Спаси София” другаде из страната. На учредителното си събрание, представители на “Спаси София” представят нейните приоритети:
- Мащабни инвестиции в кварталите за цялостното им обновяване;
- Прозрачно и ефективно управление, без зависимости и корупция;
- Чист, зелен и проспериращ град, който развива уникалните си потенциали като минералните бани и Витоша.

## Изборни резултати

### Местни избори 2023 г.
| Година | Институция               | Гласове брой | Разлика | Гласове % | Разлика % | Представители | Място в управлението                    |
| ------ | ------------------------ | ------------ | ------- | --------- | --------- | ------------- | --------------------------------------- |
| 2023   | Столичен общински съвет  | 112 087      | —       | 34.33%    | —         | 23 / 61       | Най-голяма група в СОС                  |
| 2023   | Кмет на София            | 175 044      | —       | 48.20%    | —         | Васил Терзиев | Кмет на София                           |
| 2023   | Районни кметове на София | 175 044      | —       | 48.20%    | —         | 19 / 24       | Мнозинство на районните кметове в София |

На местните избори през 2023 г., Спаси София се явява в коалиция "Обединени за София" заедно с ПП-ДБ. Партията получава 8 мандата в Столичния общински съвет и 7 кметове на райони - Подуяне, Изгрев, Връбница, Възраждане, Илинден, Красно село и Витоша.
На 22 април 2025 г. Борис Бонев обявява, че "Спаси София" сваля доверието си от кмета Васил Терзиев и отделянето на общинските му съветници в самостоятелна политическа група в Столичния общински съвет.